# Aliaa Magda Elmahdy
Aliaa Magda Elmahdy (în arabă: علياء ماجدة المهدى‎, n. 16 noiembrie 1991) este o activistă egipteană și militantă pentru drepturile omului, în special împotriva abuzurilor comise de islamism asupra femeii.
Este activă în special în mediul virtual.
Astfel, a postat mai multe fotografii în care apare nud sau în ipostaze indecente pentru a atrage atenția opiniei publice asupra conservatorismului egiptean.
O altă acțiune de protest a organizat-o în fața ambasadei Egiptului din Stockholm, unde Aliaa Magda Elmahdy și alte două activiste ale grupări Femen s-au dezbrăcat și au purtat bannere cu mesaje împotriva regimului lui Mohamed Morsi, cu texte de tip: Șaria nu este Constituția noastră, Religia este sclavie.
Acțiunile ei au stârnit controverse și indignare din partea fundamentaliștilor, fiind amenințată cu arestarea sau cu moartea, motiv pentru care în 2013 a solicitat azil politic în Suedia.
Prietenul ei este Kareem Amer, arestat de autoritățile egiptene pentru faptul că prin postările din paginile sale online ar fi ofensat religia islamică.